# Серняев, Владимир Анатольевич
Влади́мир Анато́льевич Серня́ев (род. 21 марта 1950, Пенза, РСФСР) — советский и латвийский хоккеист, нападающий. Мастер спорта СССР.

## Биография
Начинал играть в Пензе в 1961 году. С 1968 года игрок пензенского «Дизелиста». В 1969 году приглашён в команду первой группы «Динамо» Киев, однако клуб сыграл неудачно и покинул первую группу. После еще одного сезона в Киеве, в 1972 году был приглашён в «Динамо» Рига. Вместе с клубом в 1973 году пробился в высшую лигу и отыграл в ней 6 сезонов. Покинул «Динамо» Рига в 1979 году. Затем 2 сезона играл в команде «Латвияс Берзс». С 1982 года выступал в различных командах чемпионата Латвийской ССР, а затем Латвии. 

## Статистика выступления в высшей лиге
| Легенда | Легенда                    | Легенда | Легенда                   | Легенда | Легенда    |
| ------- | -------------------------- | ------- | ------------------------- | ------- | ---------- |
| И       | Количество проведённых игр | Штр     | Штрафное время            | +/−     | Плюс-минус |
| Г       | Голы                       | П       | Голевые передачи          | О       | Очки       |
| -       | Статистика неизвестна      | —       | Статистика не учитывалась |         |            |

| Сезон                    | Команда                  | И   | Г  | П  | О   | Штр |
| ------------------------ | ------------------------ | --- | -- | -- | --- | --- |
| 1973/74                  | «Динамо» (Рига)          | 31  | 15 | 6  | 21  | 4   |
| 1974/75                  | «Динамо» (Рига)          | 34  | 19 | 5  | 24  | 8   |
| 1975/76                  | «Динамо» (Рига)          | 36  | 13 | 8  | 21  | 6   |
| 1976/77                  | «Динамо» (Рига)          | 36  | 8  | 7  | 15  | 0   |
| 1977/78                  | «Динамо» (Рига)          | 36  | 14 | 7  | 21  | 10  |
| 1978/79                  | «Динамо» (Рига)          | 42  | 15 | 9  | 24  | 2   |
| Всего в чемпионатах СССР | Всего в чемпионатах СССР | 215 | 84 | 42 | 126 | 30  |